# Edgard de Oliveira Jr.
Edgard Martins de Oliveira Jr. (Ibititá, 11 de Novembro de 1967) é um atleta brasileiro especializado nos 1.500 metros. Ele representou o Brasil nos Jogos Olímpicos de 1992 e de 1996, bem como em três mundiais, começando em 1991.

## Histórico da carreira
| Ano                  | Competição                              | Local                    | Posição              | Evento               | Notas                |
| Representando Brasil | Representando Brasil                    | Representando Brasil     | Representando Brasil | Representando Brasil | Representando Brasil |
| -------------------- | --------------------------------------- | ------------------------ | -------------------- | -------------------- | -------------------- |
| 1989                 | Campeonato Sul-Americano de Atletismo   | Medellín, Colômbia       | 3º                   | 800 m                | 1:49.51              |
| 1989                 | Campeonato Sul-Americano de Atletismo   | Medellín, Colômbia       | 1º                   | 1.500 m              | 3:47.7               |
| 1989                 | Campeonato Mundial de Atletismo         | Barcelona, Espanha       | 8º                   | 1.500 m              | 3:41.59              |
| 1990                 | Campeonato Ibero-americano de Atletismo | Manaus, Brasil           | 4º                   | 800 m                | 1:47.93              |
| 1990                 | Campeonato Ibero-americano de Atletismo | Manaus, Brasil           | 5º                   | 1.500 m              | 3:44.17              |
| 1991                 | Campeonato Sul-Americano de Atletismo   | Manaus, Brasil           | 1º                   | 1.500 m              | 3:42.41              |
| 1991                 | Campeonato Mundial de Atletismo         | Tóquio, Japão            | 30º                  | 1.500 m              | 3:45.59              |
| 1992                 | Campeonato Ibero-americano de Atletismo | Sevilha, Espanha         | 3º                   | 800 m                | 1:48.38              |
| 1992                 | Campeonato Ibero-americano de Atletismo | Sevilha, Espanha         | 3º                   | 1.500 m              | 3:43.26              |
| 1992                 | Campeonato Mundial de Atletismo         | Havana, Cuba             | 6º                   | 1.500 m              | 3:45.97              |
| 1993                 | Campeonato Mundial de Atletismo         | Toronto, Canadá          | 11º                  | 1.500 m              | 3:44.32              |
| 1993                 | Campeonato Mundial de Atletismo         | Stuttgart, Alemanha      | 23º                  | 1.500 m              | 3:41.88              |
| 1995                 | Panamericano de Atletismo               | Mar del Plata, Argentina | 5º                   | 1.500 m              | 3:43.98              |
| 1995                 | Campeonato Sul-Americano de Atletismo   | Manaus, Brasil           | 1º                   | 1.500 m              | 3:38.81              |
| 1995                 | Campeonato Mundial de Atletismo         | Gotemburgo, Suécia       | 17º                  | 1.500 m              | 3:41.74              |
| 1996                 | Campeonato Ibero-americano de Atletismo | Medellín, Colômbia       | 1º                   | 1.500 m              | 3:43.00              |
| 1996                 | Jogos Olímpicos de Verão de 1996        | Atlanta, Estados Unidos  | 25º                  | 1.500 m              | 3:40.70              |
| 1997                 | Campeonato Mundial de Atletismo         | Paris, França            | 21º                  | 1.500 m              | 3:51.41              |
| 1997                 | Campeonato Sul-Americano de Atletismo   | Mar del Plata, Argentina | 1º                   | 1.500 m              | 3:47.76              |
| 2001                 | Campeonato Sul-Americano de Atletismo   | Manaus, Brasil           | 2º                   | 1.500 m              | 3:43.56              |

## Melhores tempos
Outdoor
- 800 metros - 1'46"55 (Americana/SP - Brasil)
- 1000 metros - 2'18"80 (Hamburgo/Alemanha)
- 1500 metros – 3'34"80 (Roma/Itália)
- 1609 metros (milha) - 3'53"30  (Prefontaine Classic/USA)
- 2000 metros - 5'06"33 (Manaus/AM - Brasil)
- 3000 metros – 7'52"51 (San Diego/USA)
- 5000 metros - 13' 38"52 (Califórnia/USA)
- 10000 metros - 29'02"00 (Chula Vista/USA)

Indoor
- 1.500 metros – 3:44.32 (Toronto, 1993)